# Iota Gruis
Iota Gruis (ι Gruis / ι Gru) è una stella della costellazione della Gru. Di magnitudine apparente +3,89, dista 186 anni luce dal sistema solare.

## Caratteristiche fisiche
Iota Gruis è una gigante arancione di classe K1III; ha una massa 2,3 volte quella del Sole e, essendo uscita dalla sequenza principale per entrare nella fase di stella gigante, il suo raggio è aumentato fino a 12 volte quello solare. 